# U-7号潜艇 (1910年)
陛下之7号潜艇是德意志帝国海军建造的一艘潜艇或称U艇。它由基尔的日耳曼尼亚船厂承建，自1909年5月6日开始铺设龙骨，1910年7月28日下水，至1911年7月18日交付使用。U-7号是在第一次世界大战海战期间服役的329艘德国潜艇之一，并参加了大西洋潜艇战役。1915年1月21日，该艇被误认为是敌方潜艇的U-22号以鱼雷击沉。共有24名船员遇难，仅1人幸存。

## 沉没
1915年1月20日，U-7号从母港埃姆登出发，向西航行。与此同时，由于当天的海面波涛汹涌，U-22号潜艇遂在艇长、海军上尉布鲁诺·霍佩的指挥下离开英国海岸，返回埃姆登。翌日，两艘潜艇在阿默兰岛以北的荷兰海岸附近相遇。由于能见度低，霍佩没有意识到这是一艘德国潜艇。U-22号发送了一个识别信号，U-7号没有应答。相反，后者正试图以越来越快的速度离开。U-22号的另一个信号也没有得到应答。在第三次信号仍然没有应答后，霍普下令发射了两枚鱼雷，其中一枚击中U-7号的司令塔。该艇随即在53°25′48″N 6°02′00″E / 53.43000°N 6.03333°E的方位沉没。1位能够离开沉船的船员被U-22号救起，其余24人则全数遇难。

## 脚注
1. ↑  Gröner 1991，第4-6頁.
2. ↑  Helgason, Guðmundur. . German and Austrian U-boats of World War I - Kaiserliche Marine - Uboat.net.   [13 March 2015].
3. ↑  Kemp，第11頁.